# Галдун
Галдун — село в Тулунском районе Иркутской области России. Входит в состав Икейского муниципального образования. Находится примерно в 63 км к юго-западу от районного центра — города Тулун.

## История
Село основано под названием Голдунъ в 1903 году как переселенческий участок на 164 душевых доли. К 1906 году заселение еще не началось.  
Переселенцами стала группа крестьян с территории Белоруссии. По этой причине большинство коренных жителей заимствуют в устной речи белорусский говор по сей день.
Длительное время в 1960-х годах, председателем сельского колхоза был Матвеенко Константин Никитич, бондарь и ветеран Великой Отечественной войны.

## Население
| 2002 | 2010 | 2011 | 2012 |
| ---- | ---- | ---- | ---- |
| 128  | ↘78  | →78  | ↗80  |

По данным Всероссийской переписи населения 2010 года в селе проживало 78 человек (36 мужчин и 42 женщины).